# Ali in tandem

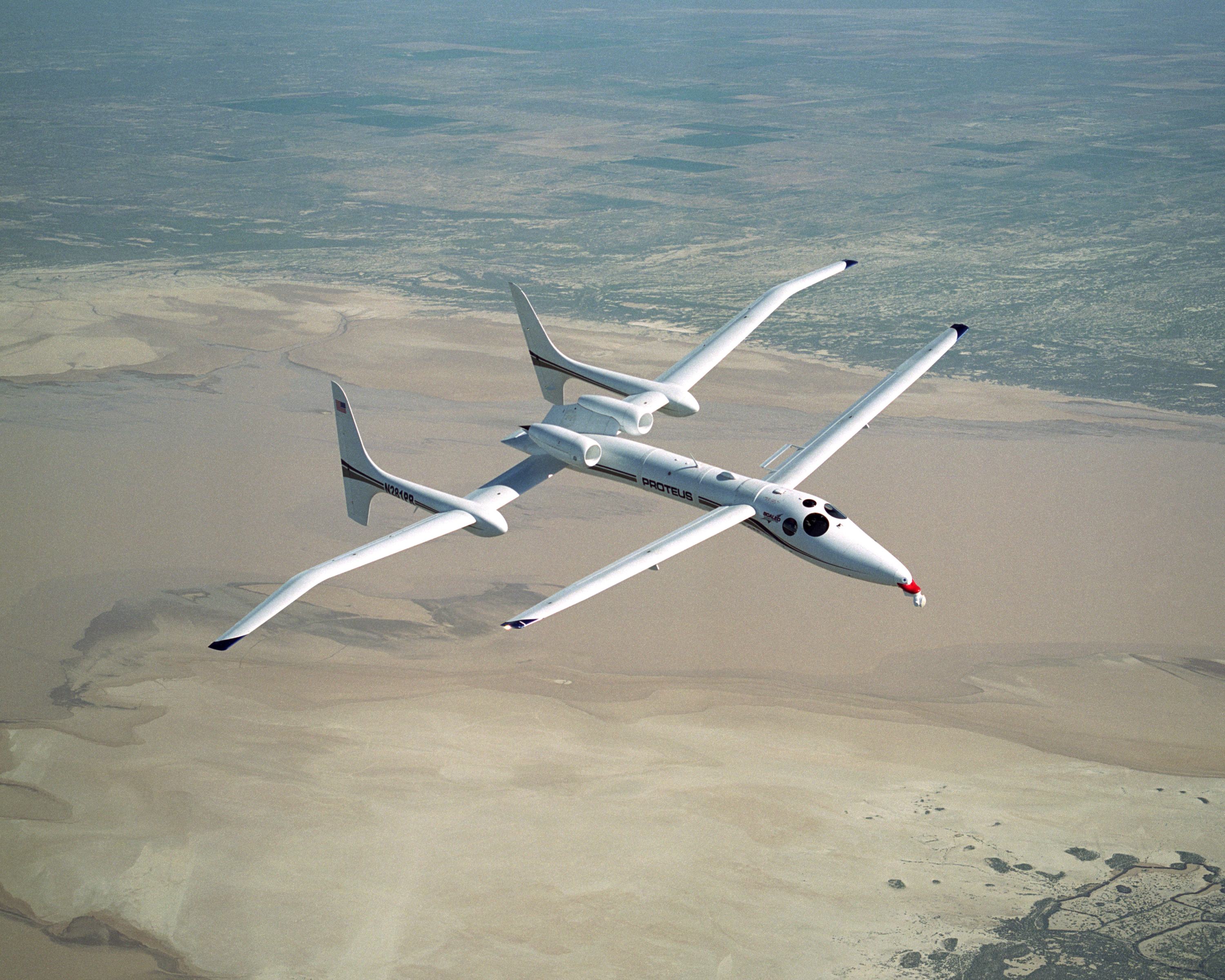
Scaled Composites Proteus, esempio di ali in tandem

Un velivolo ad ali in tandem è definito tale quando dispone di due coppie di ali.

## Caratteristiche
In tali velivoli le ali in tandem consentono di generare portanza senza bisogno di piani di coda e sono disposte su due piani separati, con dimensioni comparabili. Esistono, però, delle ulteriori varianti:

- La configurazione in cui le ali di poppa hanno dimensioni minori rispetto alle anteriori prende il nome di Delanne, da Maurice Delanne, un progettista francese di velivoli ad ala in tandem.
- Nel caso in cui le ali di prua sono relativamente più piccole, invece, si parla di alette canard.
- Si può considerare un caso di ali in tandem anche l'ala chiusa.

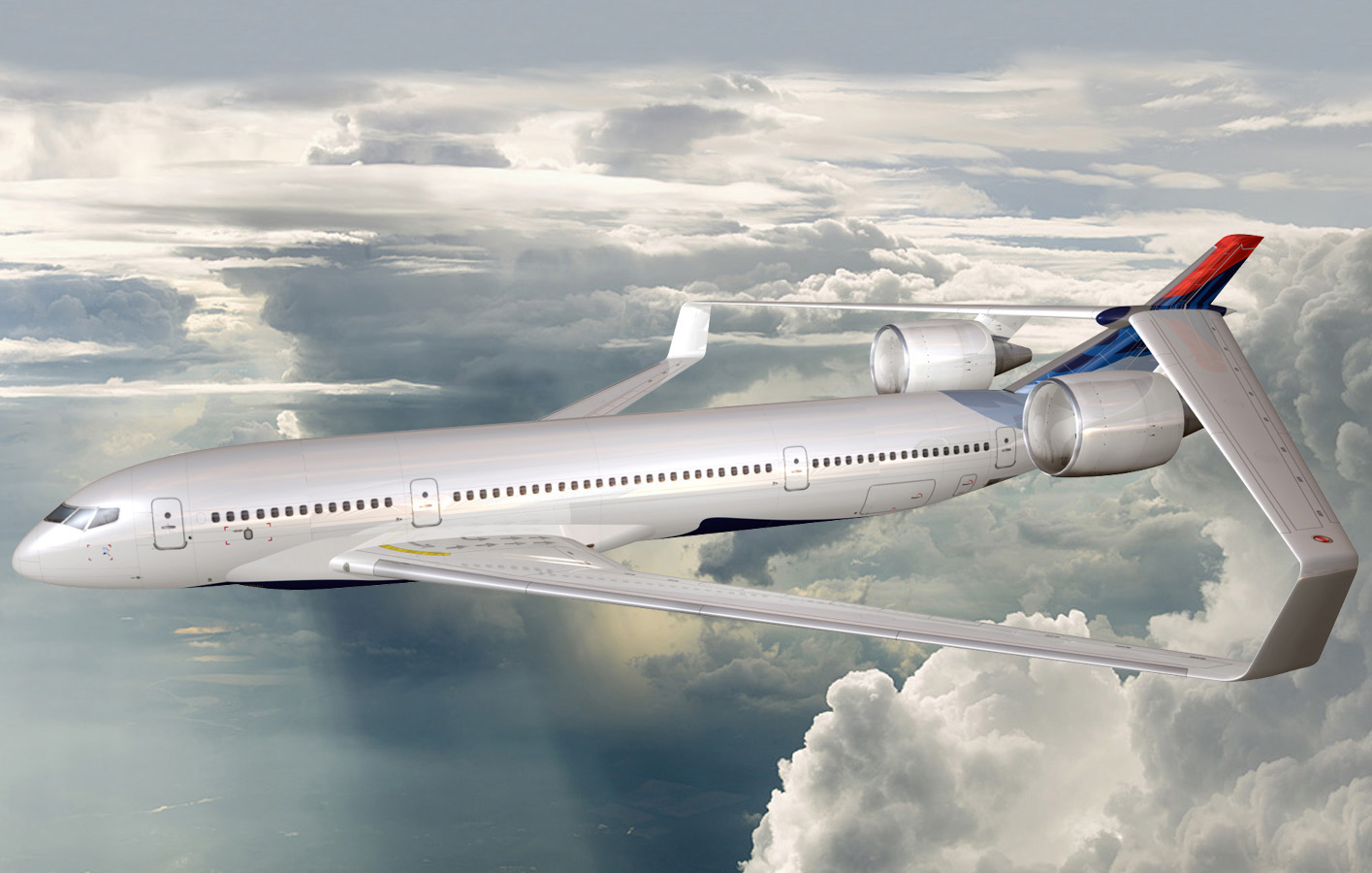
Esempio di ali chiuse

I vantaggi che portano le ali in tandem sono dati principalmente dall'eliminazione degli impennaggi di coda, che consente di ridurre parzialmente la resistenza dell'aria, di incrementare il raggio visivo, oltre che di ampliare lo spazio all'interno della fusoliera. Ma ciò porta anche a dei diversi pesi, ridotti e con delle distribuzioni che inducono a delle manovre differenti dagli aerei tradizionali.

### Esempi
- Curtiss-Wright X-19, 1963
- Rutan Voyager, 1984
- Scaled Composites Proteus, 1998
- Guizhou Soar Dragon, 2009
- Yabhon United 40, 2013